# Gianluigi Quinzi
Gianluigi Quinzi (1 de febrero de 1996) es un exjugador italiano de tenis. Su mayor logro fue conquistar Wimbledon en categoría juniors, lo hizo 2013. Su mejor posición en el ranking de individuales fue el N.º 142 en abril de 2019. Destacaba por tener un gran drive, y su mejor golpe es el revés a dos manos.
En el 2017 consigue obtener una wildcard para las Next Generation ATP Finals que se jugaron en la ciudad de Milán, cerca de su ciudad natal de Cittadella, en las que no ganó ningún partido. Tras ganar en su carrera 2 títulos ATP Challengers, anunció su retirada en 2021.

## Títulos Grand Slam Junior

### Individuales
| Año  | Campeonato              | Superficie | Oponente    | Marcador final |
| ---- | ----------------------- | ---------- | ----------- | -------------- |
| 2013 | Campeonato de Wimbledon | Hierba     | Hyeon Chung | 7-5, 7-6(2)    |

## Títulos ITF
| Leyenda | Individuales | Dobles |
| ------- | ------------ | ------ |
| Futures | 9            | 2      |

### Individuales
| No. | Fecha      | Torneo                  | Superficie    | Rival             | Resultado        |
| --- | ---------- | ----------------------- | ------------- | ----------------- | ---------------- |
| 1.  | 02.06.2013 | Marruecos F1            | Tierra batida | Lamine Ouahab     | 7-6(2), 1-6, 6-4 |
| 2.  | 18.05.2014 | Rumania F1              | Tierra batida | Vasile Antonescu  | 6-3, 2-6, 6-3    |
| 3.  | 25.05.2014 | Marruecos F1            | Tierra batida | Hugo Dellien      | 6-2, 6-2         |
| 4.  | 01.06.2014 | Marruecos F2            | Tierra batida | Gianni Mina       | 6-2, 6-3         |
| 5.  | 15.02.2015 | Estados Unidos F8       | Tierra batida | Federico Coria    | 6-4, 6-4         |
| 6.  | 15.02.2015 | Países Bajos F6         | Tierra batida | Jesse Huta Galung | 7-5, 2-0 ret.    |
| 7.  | 24.04.2016 | Hungría F1              | Tierra batida | Grzegorz Panfil   | 6-3, 7-5         |
| 8.  | 29.05.2016 | Bosnia & Herzegovina F3 | Tierra batida | Dejan Katic       | 6-2, 6-4         |
| 9.  | 05.11.2016 | Noruega F3              | Dura (i)      | Casper Ruud       | 6-4, 6-2         |

#### Finalista
| No. | Fecha      | Torneo      | Superficie    | Rival                     | Resultado      |
| --- | ---------- | ----------- | ------------- | ------------------------- | -------------- |
| 1.  | 24.11.2012 | Chile F13   | Tierra batida | Guillermo Rivera-Aránguiz | 4-6, 4-6       |
| 2.  | 09.03.2013 | Colombia F2 | Tierra batida | Carlos Salamanca          | 6-7(3), 6-7(2) |
| 3.  | 28.04.2013 | Egipto F4   | Tierra batida | Mohamed Safwat            | 4-6, 6-1, 3-6  |
| 4.  | 02.06.2013 | Noruega F2  | Dura (i)      | Lucas Miedler             | 2-6, 4-6       |

### Dobles
| N.º | Fecha      | Torneos    | Superficie    | Pareja        | Oponentes                                | Resultado        |
| --- | ---------- | ---------- | ------------- | ------------- | ---------------------------------------- | ---------------- |
| 1.  | 26.03.2016 | Israel F6  | Tierra batida | Lucas Miedler | Aleksandre Metreveli Vladimir Uzhylovsky | 6-1, 4-6, [10-5] |
| 2.  | 23.04.2016 | Hungría F1 | Tierra batida | Lucas Miedler | Aljaz Radinski Tomislav Ternar           | 7-6(5), 6-2      |